# Phyciodes vestalis
Phyciodes vestalis är en fjärilsart som beskrevs av Hall 1928. Phyciodes vestalis ingår i släktet Phyciodes och familjen praktfjärilar. Inga underarter finns listade i Catalogue of Life.